# Xulio Ferreiro
Pour les articles homonymes, voir Ferreiro.
Xulio Xosé Ferreiro Baamonde, né le 18 octobre 1974 à La Corogne, est un homme politique espagnol membre de Marea Atlántica, parti soutenu par Podemos.
Il est maire de La Corogne entre 2015 et 2019.

## Biographie

### Jeunesse
Xulio Ferreiro nait le 18 octobre 1974 à La Corogne dans le quartier de Os Mallos. Il habite successivement dans les quartiers de Martinete puis Eirís et s'installe définitivement dans celui de A Gaiteira. Il suit sa scolarité au collège Calasanz de La Corogne et obtient son bachillerato à l'Institut Rafael Puga Ramón.

### Formation et vie professionnelle
Étudiant de l'université de La Corogne, il est titulaire d'une licence en droit qu'il obtient en 1997. Il obtient son doctorat en droit en réalisant une thèse sur la protection des victimes dans le processus pénal. Magistrat suppléant de l'Audience provinciale de Lugo, il est professeur titulaire de droit pénal à l'université de La Corogne. Il codirige notamment la thèse de Julián Sánchez Melgar en 2012.

### Maire de La Corogne
Il est désigné candidat à la mairie de La Corogne pour la candidature d'unité citoyenne Marea Atlántica le 25 février 2015.
Lors des élections du 24 mai 2015, la liste qu'il conduit arrive deuxième avec 30,89 % des voix et dix conseillers derrière celle du Parti populaire du maire sortant (30,89 % des voix et dix conseillers mais 28 votes supplémentaires) mais devant la liste socialiste (18,34 % des voix et six conseillers). Il est élu maire de La Corogne le 13 juin suivant par 17 voix pour et 10 contre grâce à un accord avec le PSdeG-PSOE et le Bloc nationaliste galicien.
Une des premières mesures qu'il prend est d'interdire la célébration de spectacles taurins dans la ville de La Corogne.